# Acallomyces
Acallomyces — рід грибів родини Laboulbeniaceae. Назва вперше опублікована 1903 року.

## Види
База даних Species Fungorum станом на 19.10.2019 налічує 3 види роду Acallomyces:
- Acallomyces gyrophaenae (Thaxt.) I.I.Tav., 1973
- Acallomyces homalotae Thaxt., 1902
- Acallomyces platyolae Thaxt., 1931